# 水口石橋站

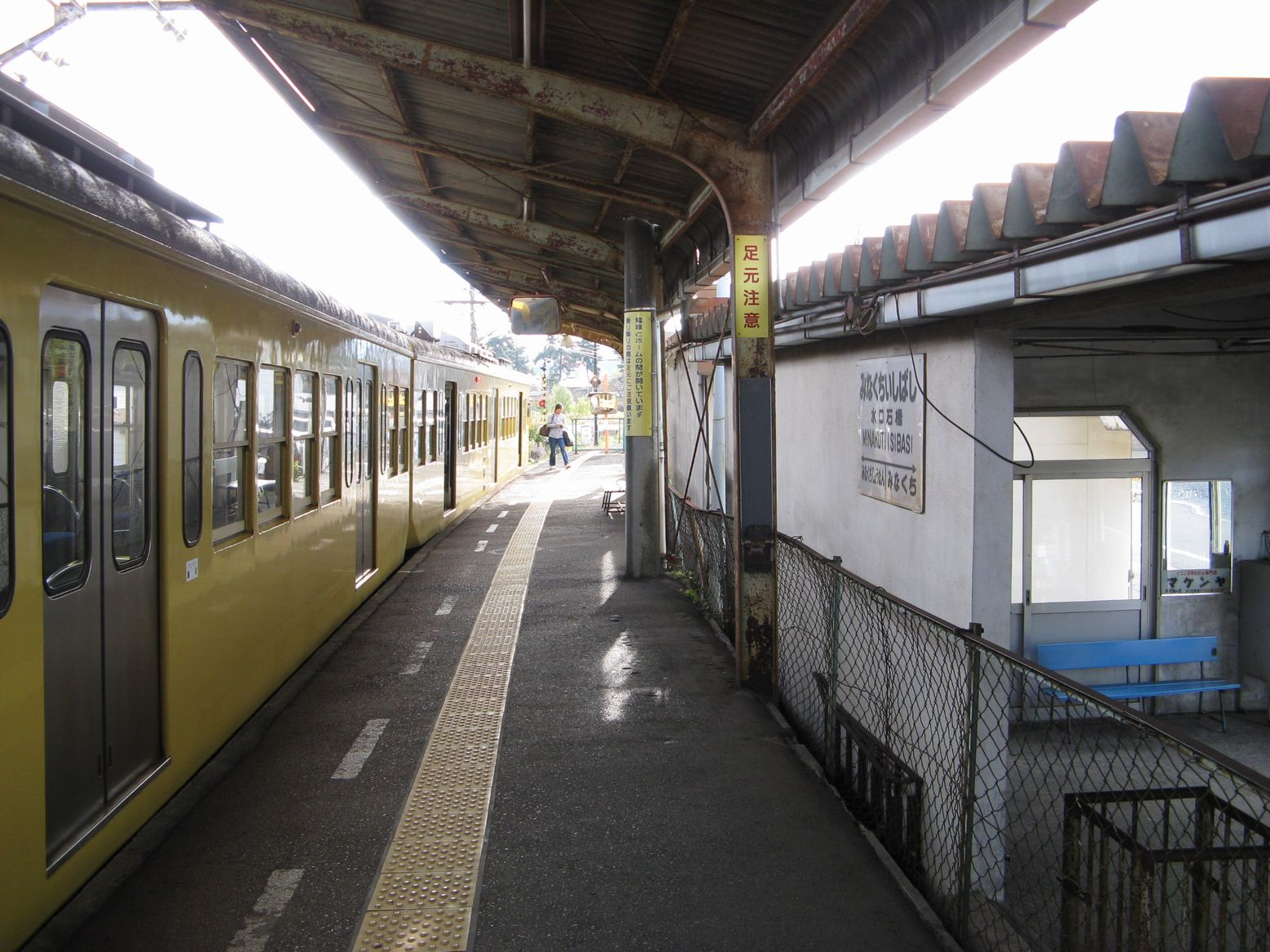
月台

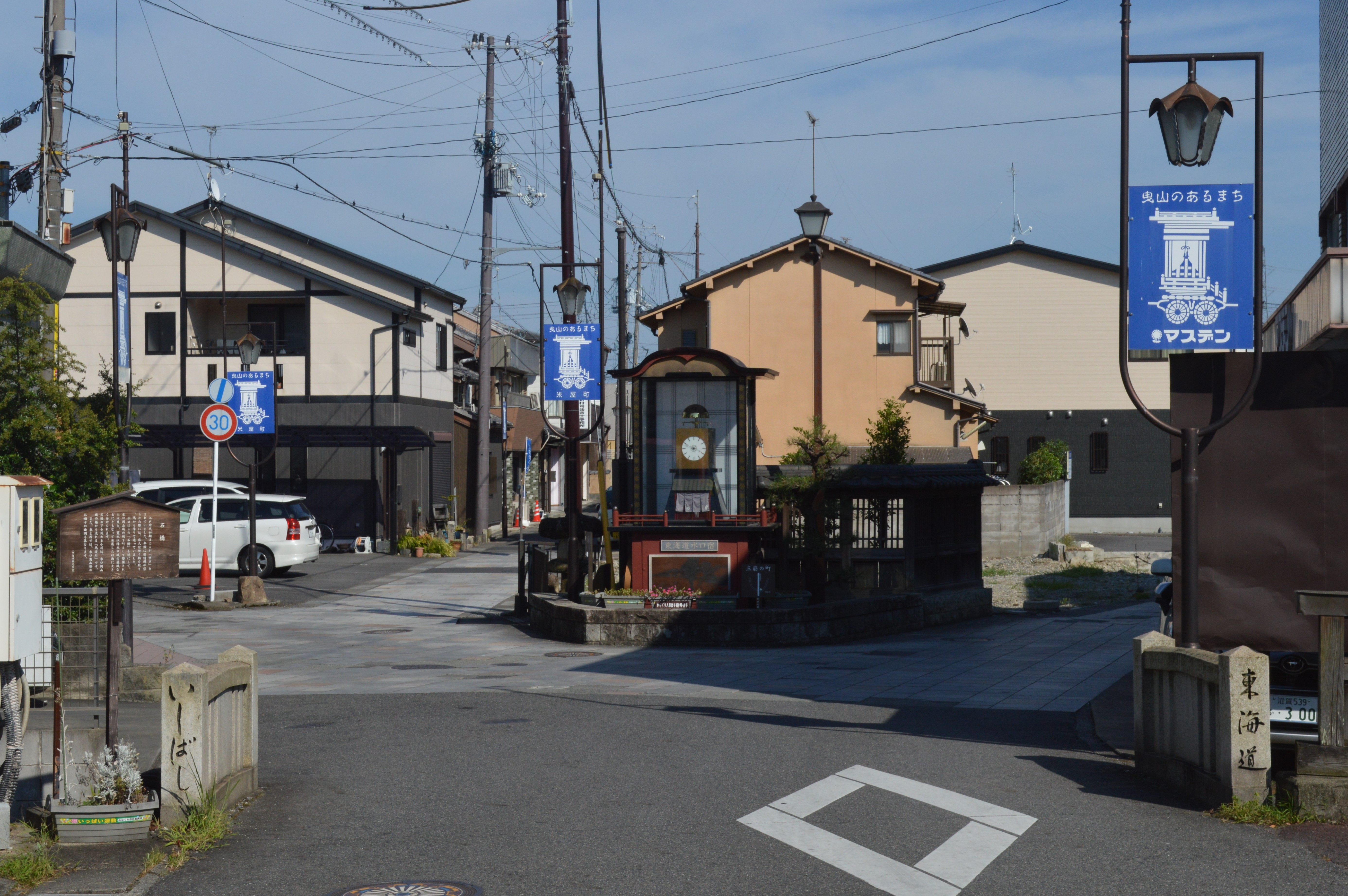
站名的由來是源自舊東海道的「石橋」

水口石橋站（日语：／ Minakutiishibashi eki */?）是位於滋賀縣甲賀市水口町鹿深，近江鐵道本線的車站。車站編號為OR35。
車站名稱取自車站北邊東西走向的舊東海道「石橋」。

## 歷史
- 1957年（昭和32年）8月16日 - 車站啟用[1]。

## 車站構造
車站是一座地面車站，設有1面1線的單式月台。車站設有小型車站大樓，為整日無人車站。
月台建設在彎位上，列車內當到達車站時會廣播提醒乘客上落車時需要小心。
單車列車適用車站不包括此站（除了此站外，還有彥根站和八日市線）。

## 使用狀況
以下為近年一日平均乘車人次列表
| 年度   | 一日平均 乘車人次 |
| ------ | ----------------- |
| 2006年 | 99                |
| 2007年 | 88                |
| 2008年 | 82                |
| 2009年 | 88                |
| 2010年 | 96                |
| 2011年 | 104               |
| 2012年 | 96                |
| 2013年 | 77                |
| 2014年 | 68                |
| 2015年 | 68                |
| 2016年 | 60                |

## 車站周邊
名勝·遺蹟
- 舊 東海道（水口宿）

公共·福祉設施等
- 滋賀縣水口綜合廳舍
- 公立甲賀醫院（日语：公立甲賀病院） - 水口站比較接近此設施。
- 水口育兒支援中心

企業・金融機關等
- 滋賀県信用組合（日语：滋賀県信用組合）本店
- 湖東信用金庫（日语：湖東信用金庫）水口分店
- 水口本町郵局
- 甲賀有線網絡（日语：甲賀ケーブルネットワーク）
- 滋賀中央森林組合本所

## 相鄰車站
近江鐵道
■本線（水口·蒲生野線）
水口（OR34）－水口石橋（OR35）－水口城南（OR36）

## 注腳
1. ↑  《日本鉄道旅行地図帳 - 全線・全駅・全廃線》8 關西1
2. ↑  甲賀市統計書

## 外部連結
- 水口石橋站 （页面存档备份，存于）（日語）（各站資訊）- 近江鐵道